# Nowina (obwód grodzieński)
Nowina (biał. Навіна, Nawina; ros. Новина, Nowina) – chutor na Białorusi, w obwodzie grodzieńskim, w rejonie ostrowieckim, w sielsowiecie Ryteń, w pobliżu granicy z Litwą.

## Historia
W dwudziestoleciu międzywojennym dwa zaścianki Nowina I i Nowina II leżące w Polsce, w województwie wileńskim, w powiecie święciańskim, w gminie Kiemieliszki.
Po II wojnie światowej w granicach Związku Sowieckiego. Od 1991 w niepodległej Białorusi.